# Эллисон, Уилмер
Уи́лмер Лосон Э́ллисон (англ. Wilmer Lawson Allison; 8 декабря 1904, Сан-Антонио — 20 апреля 1977, Остин) — американский теннисист-любитель и теннисный тренер, 4-я ракетка мира в 1932 и 1935 годах, член Национального зала теннисной славы США (ныне Международный зал теннисной славы) с 1963 года.
- Чемпион США в одиночном разряде 1935 года
- Пятикратный победитель Уимблдонского турнира и чемпионата США в мужском и смешанном парном разряде
- Пятикратный финалист Кубка Дэвиса в составе сборной США
- Член Зала спортивной славы Техаса с 1957 года

## Биография
Уилмер Лосон Эллисон, выходец из богатой техасской семьи, в детстве увлекался бейсболом, выступая за сборную Центральной средней школы Форт-Уэрта. По окончании учёбы ему было предложено выступать за команду Бомонта в Техасской лиге, но его отец не одобрял занятий «неджентльменским спортом», и вместо продолжения бейсбольной карьеры Уилмер поступил в Техасский университет в Остине, где занялся теннисом под руководством тренера Дэниэла Пеника. В 1927 году, на втором курсе, Эллисон уже выиграл студенческий чемпионат США в одиночном разряде и на следующий год был впервые приглашён в сборную США на игру Кубка Дэвиса с командой Мексики.
С 1929 года участие Эллисона в сборной стало регулярным, в первую очередь в паре с выпускником Принстона Джоном ван Рином, с которым они, по выражению историка тенниса Бада Коллинза, подходили друг другу, «как арахисовое масло и варенье». В последующие четыре года Эллисон и ван Рин принесли американской сборной 11 очков из 12 возможных в парных встречах, в том числе два — в проигранных финалах 1929 и 1932 годов против команды Франции. За французов в эти годы играли знаменитые «мушкетёры» — Рене Лакост, Анри Коше, Жан Боротра и Жак Брюньон, и их команда оставалась бессменным обладателем Кубка Дэвиса на протяжении нескольких лет. Победы Эллисона и ван Рина над французскими парами не могли определить исход финалов, решавшийся в одиночных играх. Самым тяжёлым ударом для американцев стало поражение в 1932 году. После того, как в первый день финального матча Эллсуорт Вайнз и Эллисон проиграли свои одиночные встречи соответственно Боротра и Коше, во второй день Эллисон и ван Рин сумели сократить разрыв в счёте, выиграв парную встречу. В первой игре третьего дня Эллисон встречался с Боротра, после чего должна была пройти игра Коше и Вайнза. Эллисон выиграл первые два сета, но «гарцующий баск» сумел сравнять счёт, переведя игру в пятый решающий сет. Там американец снова заиграл сильней и при счёте 5:4 по геймам на подаче Боротра получил матч-бол. Первая подача Боротра ушла в сетку. Второй мяч, поданный мягко и неуверенно, приземлился за кортом, и Эллисон небрежно отмахнул его в сторону, тут же направившись к сетке для завершающего рукопожатия, считая, что игра окончена. Но французский судья на линии не признал, что подача Боротра не попала в корт, и очко было присуждено его соотечественнику. Шокированный Эллисон потерял нить игры и без борьбы отдал три гейма, а с ними всю встречу и матч — победа Вайнза в пятом поединке уже ничего не меняла. Эллисон продолжал выступать за сборную ещё несколько лет, в общей сложности выиграв 32 своих встречи из 44, в том числе в парах — 14 из 16, все с ван Рином (этот результат оставался уникальным для пар, выступающих за сборную США на протяжении многих лет, пока его не повторили Джон Макинрой и Питер Флеминг; позже он был превзойдён Бобом и Майком Брайанами). В 1935 году Эллисон в четвёртый раз за карьеру дошёл до финала Кубка Дэвиса, но там американцы снова проиграли — теперь сборной Великобритании, ведомой Фредом Перри. Эллисон проиграл в финале все три своих игры, потерпев второе и последнее поражение в парах в рамках Кубка Дэвиса от Пата Хьюза и Реймонда Таки.
Как отмечал коллега Эллисона по сборной США Сидни Вуд, в это время Ассоциация лаун-тенниса Соединённых Штатов придавала большее значение успехам в Кубке Дэвиса, чем в индивидуальных турнирах даже самого высокого уровня. Это приводило к таким ситуациям, как в 1931 году, когда американцу Фрэнку Шилдсу было приказано отказаться от финального матча на Уимблдоне против Вуда, чтобы поберечь силы для матча Кубка Дэвиса с британцами. Тем не менее, успехи Эллисона в индивидуальных турнирах не уступают по значимости его четырём финалам Кубка Дэвиса. В 1929 и 1930 годах он дважды выигрывал Уимблдон в мужском парном разряде, оба раза с ван Рином, а в 1930 году дошёл там до финала в одиночном разряде, победив в четвертьфинале первую ракетку мира Анри Коше прежде, чем уступить американскому ветерану Биллу Тилдену. На чемпионатах США Эллисон и ван Рин с 1930 по 1936 год только один раз не добрались до финала, одержав в шести финальных матчах две победы. Эллисон также выиграл чемпионат США 1930 года в миксте с Эдит Кросс. В 1934 году он проиграл финал чемпионата США в одиночном разряде Фреду Перри, а на следующий год победил Перри в полуфинале и стал чемпионом США, обыграв в финале Сидни Вуда. Дважды, в 1932 и 1935 годах, он завершал сезон на четвёртом месте в списке сильнейших теннисистов мира, публикуемом обозревателями газеты Daily Telegraph, а в рейтинге теннисистов США занимал первое место в 1934 и 1935 годах.
Игровая карьера Эллисона оборвалась в 1937 году в результате серьёзной травмы мышц живота. До Второй мировой войны он продолжал работать со сборной Техасского университета как помощник главного тренера. Войну он провёл в Военно-воздушных силах армии США, дослужившись до полковничьих погон, а после неё вернулся в Техасский университет, где до 1957 года оставался помощником главного тренера. В 1957 году он стал главным тренером университетской теннисной сборной и сохранял этот пост до самого выхода на пенсию в 1972 году. За это время команда университета под его руководством четырежды выигрывала студенческий чемпионат в Юго-Западной конференции.
В 1957 году имя Уилмера Эллисона было внесено в списки Зала спортивной славы Техаса, а в 1963 году — в списки Национального зала теннисной славы (ныне Международный зал теннисной славы). Он умер от сердечного приступа в апреле 1977 года.

## Участие в финала турниров Большого шлема за карьеру

### Одиночный разряд (1+2)
| Результат | Год  | Турнир              | Соперник в финале | Счёт в финале       |
| --------- | ---- | ------------------- | ----------------- | ------------------- |
| Поражение | 1930 | Уимблдонский турнир | Билл Тилден       | 3-6 7-9 4-6         |
| Поражение | 1934 | Чемпионат США       | Фред Перри        | 4-6 3-6 6-3 6-1 6-8 |
| Победа    | 1935 | Чемпионат США       | Сидни Вуд         | 6-2 6-2 6-3         |

### Мужской парный разряд (4+5)
| Результат | Год  | Турнир                  | Партнёр      | Соперники в финале          | Счёт в финале         |
| --------- | ---- | ----------------------- | ------------ | --------------------------- | --------------------- |
| Победа    | 1929 | Уимблдонский турнир     | Джон ван Рин | Коллин Грегори Иан Коллинз  | 6-4 5-7 6-3 10-12 6-4 |
| Победа    | 1930 | Уимблдонский турнир (2) | Джон ван Рин | Джон Дуг Джордж Лотт        | 6-3 6-3 6-2           |
| Поражение | 1930 | Чемпионат США           | Джон ван Рин | Джон Дуг Джордж Лотт        | 6-8 3-6 6-3 15-13 4-6 |
| Победа    | 1931 | Чемпионат США           | Джон ван Рин | Беркли Белл Грегори Манджин | 6-4 6-3 6-2           |
| Поражение | 1932 | Чемпионат США (2)       | Джон ван Рин | Эллсуорт Вайнз Кит Гледхилл | 4-6 3-6 2-6           |
| Поражение | 1934 | Чемпионат США (3)       | Джон ван Рин | Джордж Лотт Лестер Стёфен   | 4-6 7-9 6-3 4-6       |
| Поражение | 1935 | Уимблдонский турнир     | Джон ван Рин | Адриан Квист Джек Кроуфорд  | 3-6 7-5 2-6 7-5 5-7   |
| Победа    | 1935 | Чемпионат США (2)       | Джон ван Рин | Дон Бадж Джин Мако          | 6-2 6-3 2-6 3-6 6-1   |
| Поражение | 1936 | Чемпионат США (4)       | Джон ван Рин | Дон Бадж Джин Мако          | 4-6 2-6 4-6           |

### Смешанный парный разряд (1+1)
| Результат | Год  | Турнир        | Партнёрша   | Соперники в финале           | Счёт в финале |
| --------- | ---- | ------------- | ----------- | ---------------------------- | ------------- |
| Победа    | 1930 | Чемпионат США | Эдит Кросс  | Марджори Моррилл Фрэнк Шилдс | 6-4 6-4       |
| Поражение | 1931 | Чемпионат США | Анна Харпер | Бетти Натхолл Джордж Лотт    | 3-6 3-6       |

## Участие в финалах Кубка Дэвиса (0+4)
Поражения (4)
| Год  | Место проведения         | Команда                                           | Соперники в финале                                   | Счёт |
| ---- | ------------------------ | ------------------------------------------------- | ---------------------------------------------------- | ---- |
| 1929 | Париж, Франция           | США: Дж. ван Рин, Дж. Лотт, Б. Тилден, У. Эллисон | Франция: Ж. Боротра, А. Коше                         | 2:3  |
| 1930 | Париж                    | США: Дж. ван Рин, Дж. Лотт, Б. Тилден, У. Эллисон | Франция: Ж. Боротра, Ж. Брюньон, А. Коше             | 1:4  |
| 1932 | Париж                    | США: Э. Вайнз, Дж. ван Рин, У. Эллисон            | Франция: Ж. Боротра, Ж. Брюньон, А. Коше             | 2:3  |
| 1935 | Уимблдон, Великобритания | США: Д. Бадж, Дж. ван Рин, У. Эллисон             | Великобритания: Г. Остин, Ф. Перри, Р. Таки, П. Хьюз | 0:5  |